# Gun Control Act of 1968
O Gun Control Act of 1968 (Lei de Controle de Armas de 1968) (GCA ou GCA68) é uma lei federal dos EUA que regula o setor de armas de fogo e seus proprietários. Ele se concentra principalmente na regulação do comércio interestadual de armas de fogo, proibindo geralmente as transferências interestaduais de armas de fogo, exceto entre fabricantes, revendedores e importadores licenciados.
O GCA foi assinado como lei pelo Presidente Lyndon B. Johnson em 22 de outubro de 1968 e é o Título I das leis federais de armas de fogo dos EUA. O "National Firearms Act" (Ato Nacional de Armas de Fogo de 1934 (NFA) é o Título II. Tanto o GCA quanto o NFA são garantidos pelo Bureau of Alcohol, Tobacco, Firearms and Explosives (ATF).

## Histórico
A aprovação da Lei de Controle de Armas foi inicialmente motivada pelo assassinato do presidente dos EUA John F. Kennedy em 1963. O presidente foi baleado e morto com um rifle comprado por correspondência em um anúncio da revista American Rifleman. As audiências do Congresso se seguiram e a proibição das vendas de armas por correspondência foi discutida, mas nenhuma lei foi aprovada até 1968. Nas audiências, o vice-presidente executivo da NRA, Franklin Orth, apoiou a proibição das vendas por correspondência, afirmando: "Não achamos que qualquer americano são, que se chama americano, pode se opor a incluir neste projeto o instrumento que matou o presidente dos Estados Unidos". Os precursores da aprovação do Gun Control Act foram o Projeto de Lei do Senado de 1975 em 1963, "Um Projeto de Lei para Regulamentar a Remessa Interestadual de Armas de Fogo" e o Projeto de Lei do Senado 1592 em 1965, "Um Projeto de Emenda à Lei Federal de Armas de Fogo de 1938". Ambos foram apresentados pelo senador Thomas J. Dodd e tiveram forte oposição no plenário, mas os projetos de lei também abriram o caminho para a criação do Gun Control Act.
As mortes de Martin Luther King Jr. em abril de 1968 e do senador norte-americano Robert F. Kennedy em junho de 1968, agravadas pelas atitudes sociais em relação à posse de armas, renovaram os esforços para aprovar a lei. Em 11 de junho de 1968, uma votação no Comitê Judiciário da Câmara interrompeu a aprovação do projeto de lei. Reconsiderando nove dias depois, o projeto foi aprovado pelo comitê. Da mesma forma, o Comitê Judiciário do Senado suspendeu temporariamente o projeto de lei, mas, como na Câmara, foi aprovado sob reconsideração. A Resolução 17735 da Câmara, conhecida como Gun Control Act, foi sancionada pelo presidente Lyndon B. Johnson em 22 de outubro de 1968, proibindo a venda por correspondência de rifles e espingardas e proibindo a maioria dos criminosos, usuários de drogas e pessoas consideradas mentalmente incompetentes a compra de armas.